# Breitenthal (Hunsrück)
Breitenthal település Németországban, Rajna-vidék-Pfalz tartományban. Lakosainak száma 335 fő (2023. december 31.).

## Népesség
A település népességének változása:
| Lakosok száma | 253  | 311  | 313  | 319  | 332  | 330  | 335  |
|               | 1975 | 2014 | 2017 | 2019 | 2021 | 2022 | 2023 |